# Marie Pujmanová
Marie Pujmanová, rozená Hennerová, (8. června 1893 Praha-Nové Město – 19. května 1958 Praha-Smíchov) byla česká spisovatelka a novinářka, laureátka Státní ceny (1937, 1948, 1951, 1953, 1955). Byl jí udělen titul národní umělkyně (1953).

## Život
Její otec Kamil Henner byl univerzitním profesorem církevního práva na Právnické fakultě Univerzity Karlovy. Bratr, Kamil Henner mladší, se stal významným neurologem. Sestra Anna Hennerová se provdala za pražského dramatika Jana Bartoše a krátce na to roku 1920 tragicky zemřela.
Od roku 1912 žila v Českých Budějovicích a 8. června 1912 se provdala za syna zdejšího zámožného advokáta a politika Augusta Zátky Vlastislava Zátku. Svatba se konala v Praze v kostele Panny Marie Sněžné. Manželství však nebylo šťastné a po jejím nervovém onemocnění skončilo rozvodem.
Podruhé se roku 1919 provdala za Ferdinanda Pujmana, z manželství se narodili dva synové: přírodovědec Vojtěch Pujman (1921–1986) a spisovatel Petr Pujman (1929–1989).
Pujmanová se později myšlenkově rozešla s pravicovými intelektuály i s třídou, ze které pocházela, od 30. let 20. století se orientovala na levicovou politiku a věnovala se dělnické problematice. Několikrát navštívila Sovětský svaz a tyto cesty velmi ovlivnily její myšlení. V roce 1932 podporovala stávku horníků v Mostě. V letech 1937–1939 byla místopředsedkyní Společnosti přátel demokratického Španělska.
Přispívala do Rudého práva (kde se snažila působit na děti), Literárních novin, Lidových novin, Tribuny, Českého slova, Přítomnosti atd. Po roce 1945 byla aktivní také v oblasti zestátněné české kinematografie. Působila jako členka Filmového uměleckého sboru a Filmové rady, kde se podílela na hodnocení a schvalování filmových projektů.
V 50. letech se stala jednou z hlavních propagátorek tehdejšího režimu. Dle tvrzení A. C. Nora např. spolupodepsala prohlášení, ve kterém souhlasila s popravou Milady Horákové a odsoudila ji. V denním tisku zveřejňovala svá mírová prohlášení, byla členkou československé delegace na II. světovém kongresu obránců míru v Sheffieldu (1950).
Před svou smrtí trpěla vleklými zdravotními potížemi a opakovaně byla hospitalizována v pražském státním sanatoriu na Smíchově, kde také v květnu 1958 zemřela. Její smrt zavinila zřejmě vadná šarže podávaného léku. Pohřbena byla na vyšehradském Slavíně.

### Komunistické aktivity a ocenění
V roce 1946 podepsala prokomunistické „Májové poselství kulturních pracovníků českému lidu!“ publikované před parlamentními volbami do Národního shromáždění. Tento předvolební manifest podepsalo celkem 843 kulturních pracovníků a komunisté volby vyhráli. Svůj kladný postoj ke KSČ vyjádřila v předvolební propagační publikaci Můj poměr ke KSČ; členkou strany se stala později v roce 1946. V roce 1948 podepsala výzvu prokomunistické inteligence Kupředu, zpátky ni krok!, jež byla vydána dne 25. února 1948 na podporu komunistického převratu. Za komunistickou stranu se dne 26. února 1948 stala členkou akčního výboru v Syndikátu českých spisovatelů a podílela se na následných čistkách. Jen do začátku března 1948 tento akční výbor syndikátu vyloučil před třicet spisovatelů. Od 3. března 1948 byla členkou kulturní komise Ústředního akčního výboru pro film a zastávala i další funkce. Na I. sjezdu Svazu československých spisovatelů (SČSS), konaném ve dnech 4.–6. března 1949, se stala členkou Ústředního výboru SČSS (předsedou byl Jan Drda) a působila v něm do dubna 1956. Komunistickým režimem byla oceněnována; v roce 1951 dostala Státní cenou Klementa Gottwalda, v roce 1953 se stala národní umělkyní, další státní cenu dostala v roce 1955.

## Rodina
Starší syn RNDr. Vojtěch Pujman (1921–1986) se věnoval výzkumu v oblasti patologie zvířat, byl držitelem dvou patentů; oženil se s historičkou umění Olgou Strettiovou (* 1928). Mladší syn Petr (1929–1989) byl na základě provokace StB odsouzen k 15 letům vězení v souvislosti s činností odbojové protikomunistické skupiny Šeřík a fiktivní skupiny Pravda zvítězí (podrobněji viz Boris Kovaříček). Po deseti měsících věznění byl po obdržení milosti propuštěn. (Zdroje obvykle uvádějí, že byl amnestován, v letech 1949–1950 však k amnestii nedošlo.) Později se stal novinářem, spisovatelem a překladatelem prózy z angličtiny a francouzštiny. Vnučka Alexandra Wünschová Pujmanová (1954–2017) pokračovala v rodinné tradici právnické profese a vyučovala na Právnické fakultě UK.

## Dílo
Počátky její tvorby byly ovlivněny impresionismem, pozdější tvorba je již zcela pod vlivem socialistických myšlenek. Její tvorbu ovlivnil František Xaver Šalda a Růžena Svobodová.
Zprvu působila jako redaktorka zábavné nedělní přílohy deníku Národní politika (do roku 1921). V období velké hospodářské krize se začala obracet k společenským a sociálním problémům. V té době na ni velmi zapůsobil Julius Fučík.
Její knižní díla mají větší invenci a jsou přesvědčivější než díla Marie Majerové.[zdroj?] Dokázala vystavět dramatický příběh i psychologickou studii člověka. Po roce 1933 svými knihami bojovala proti nezaměstnanosti a fašismu. Po roce 1948 tvořila v duchu socialistickému realismu a její tvorba zdaleka nedosahovala úrovně předchozích děl.
- Pod křídly (1917) – zachycuje dětství citově prudké Irénky, autobiografické prvky
- Povídky z městského sadu (1920) – reakce na první světovou válku
- Pacientka doktora Hegla (1931) – příběh o měšťanské dívce Karle, která se zamiluje do ženatého doktora a stane se jeho milenkou, musí se vyrovnat s opovržením ze strany své vlastní společenské třídy, vymanit se z jejích pout a projít deziluzí lásky, aby vyzrála v samostatnou vyrovnanou ženu a stala se spokojenou svobodnou matkou
- Předtucha (1942) – novela zabývající problémem dospívajících dětí, příběh o úzkosti o životy blízkých.
- Svítání (1949) – zachycuje zde měnící se život mládeže, jedná se o soubor povídek, které jsou rozděleny do tří oddílů.
  - Za časů císaře pána – život dětí v Rakousku-Uhersku.
  - Čerti s ním šijí – z období první republiky
  - Paní Mohlová– rovněž z období první republiky
  - Včera a dnes – po roce 1945
- Sestra Alena (1958) – krátká povídka o mladé zdravotní sestře, která se zamiluje do pacienta po nefrektomii, i přes jeho špatný zdravotní stav si ho vezme, končí tragicky
- Modré Vánoce (1958)

### Románová trilogie
- Lidé na křižovatce (1937) – román z prostředí velkého závodu (továrník Kazmar – Tomáš Baťa), zde na osudech lidí sleduje změny politického myšlení 20. let 20. století. Používá zde vnitřní monolog. Z celé trilogie nejkvalitnější dílo. Státní cena v roce 1937.[2]
- Hra s ohněm (1948) – politický román vypráví o osudu G. Dimitrova (obviněného ze zapálení říšského sněmu). Dostupné online. Státní cena v roce 1948.
- Život proti smrti (1952) – dokončuje osudy hlavních postav na konci války. Státní cena v roce 1953.

### Poezie
Její poezie je velmi politická a trpí všemi problémy poezie 50. let 20. století.
- Zpěvník (1939)
- Verše Mateřské (1940)
- Rafael a Satelit (1944) – veršovaná jinotajná povídka o domově, téměř nepolitické dílo.
- Radost i žal (1945)
- Vyznání lásky (1949)
- Milióny holubiček (1950) + Vyznání lásky → Státní cena v r. 1951.[21]
- Čínský úsměv (1954)
- Praha (1954) → Státní cena v r. 1955.[18]
- Marie Curieová (1957) – poéma, téměř nepolitické dílo.
- Básně (1958) – souborné vydání sbírek.
- Zpěv o Praze, ten nikdy nedozní (1959) – bibliofilie